# Hoa hậu Thế giới 1955

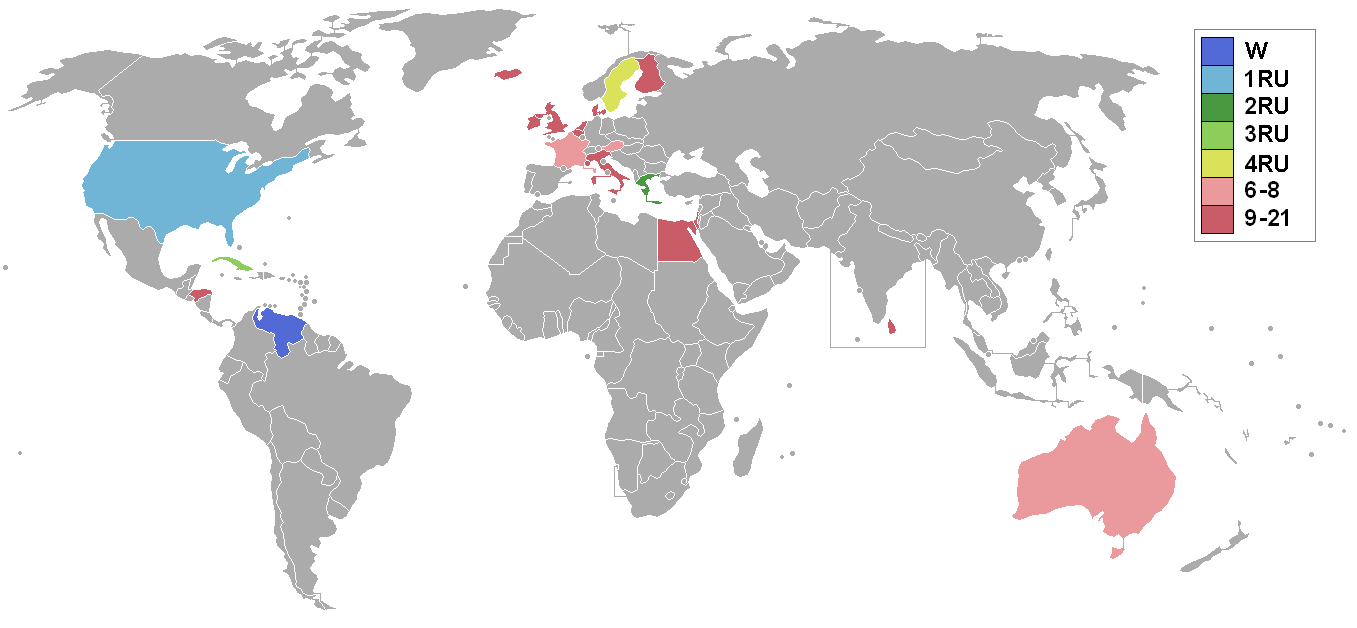
Các quốc gia và vùng lãnh thổ tham dự cuộc thi và kết quả

Hoa hậu Thế giới 1955 là cuộc thi Hoa hậu Thế giới lần thứ 5 được tổ chức tại Luân Đôn, Vương quốc Anh vào ngày 20 tháng 10 năm 1955. Hoa hậu Thế giới 1954 -  Antigone Costanda từ Ai Cập đã trao vương miện cho  Susana Dujim từ Venezuela.

## Kết quả
| Kết quả               | Thí sinh                                          |
| --------------------- | ------------------------------------------------- |
| Hoa hậu Thế giới 1955 | - Venezuela – Susana Duijm †                      |
| Á hậu 1               | - Hoa Kỳ – Margaret Anne Haywood                  |
| Á hậu 2               | - Hy Lạp – Julia Coumoundourou                    |
| Á hậu 3               | - Cuba – Gilda Marín                              |
| Á hậu 4               | - Thụy Điển – Anita Åstrand                       |
| Á hậu 5               | - Pháp – Gisele Thierry                           |
| Top 8                 | - Úc – Beverly Prowse - Áo – Felicitas Von Goebel |

## Thí sinh
- Úc - Beverly Prowse
- Áo - Felicitas Von Goebel
- Bỉ - Rosette Ghislain
- Ceylon - Viola Sita Gunarate
- Cuba - Gilda Marín
- Đan Mạch - Karin Palm-Rasmussen
- Phần Lan - Mirva Orvakki Arvinen
- Pháp - Gisele Thierry
- Đức - Beate Kruger
- Vương quốc Anh - Jennifer Chimes
- Hy Lạp - Tzoulia Georgia Coumoundourou
- Hà Lan - Angelina Kalkhoven
- Honduras - Pastora Pagán Valenzuela
- Iceland - Arna Hjorleifsdóttir
- Ireland - Evelyn Foley
- Israel - Miriam Kotler
- Ý - Franca Incorvaia
- Monte Carlo - Josette Travers
- Thụy Điển - Anita Åstrand
- Hoa Kỳ - Margaret Anne Haywood
- Venezuela - Susana Duijm

### Thí sinh bị loại
- Ai Cập - Gladys Hoene[1]
- Thụy Sĩ
- Thổ Nhĩ Kỳ